# Rolf Hüfner
Rolf Hüfner (* 14. April 1926 in Nöbdenitz) ist ein ehemaliger deutscher Fußballspieler, der in den 1950er- und 1960er-Jahren für Motor Jena in der DDR-Oberliga, der höchsten Spielklasse im DDR-Fußball aktiv war.

## Sportliche Laufbahn
Rolf Hüfner wuchs im mitteldeutschen Zipsendorf auf und begann dort auch seine Fußball-Laufbahn. Im Zweiten Weltkrieg war er Soldat und geriet für vier Jahre in britische Kriegsgefangenschaft. Dort erhielt er weiter Gelegenheit Fußball zu spielen, denn mehrere Lagermannschaften durften gegeneinander Spiele austragen. Nach seiner Entlassung schloss er sich 1948 der Sportgemeinschaft Meuselwitz an, die später in die Betriebssportgemeinschaft (BSG) Motor umgewandelt wurde. 1951 stieg er als Spielertrainer mit der BSG in die drittklassige Landesklasse Thüringen auf. 27-Jährig wechselte er zur Saison 1953/54 zur BSG Motor Jena, die gerade aus der DDR-Oberliga abgestiegen war. In dieser DDR-Liga-Saison wurde er erstmals im 8. Punktspiel aufgeboten und erreichte bis zum Saisonende insgesamt 15 Einsätze bei 26 ausgetragenen Punktspielen. Er wurde sowohl im Mittelfeld als auch im Angriff eingesetzt. In der Spielzeit 1954/55, in deren Verlauf die BSG in den Sportclub Motor überführt wurde, entwickelte sich Hüfner mit 22 Punktspieleinsätzen zum Stammspieler, wurde nun aber überwiegend als Abwehrspieler aufgeboten. 1956 wurde der DDR-Fußball auf den Kalenderjahr-Rhythmus umgestellt. Dem SC Motor gelang die Rückkehr in die Oberliga, an der Hüfner, nun endgültig als Abwehrspieler angekommen, mit 23 der 26 Punktspiele beteiligt war. In den beiden folgenden Oberligaspielzeiten wurde er jeweils in allen 26 Meisterschaftsspielen eingesetzt. 1959 verletzte er sich am 7. Spieltag und konnte danach nur noch sporadischen aufgeboten werden und kam somit nur auf 14 Punktspieleinsätze. Seine letzte Saison beim SC Motor Jena begann Hüfner 1960 im Alter von fast 34 Jahren und kam nur noch sechsmal in der Oberliga zum Einsatz. Im Pokalendspiel 1960, das die Jenaer mit 3:2 gegen den SC Empor Rostock gewannen, wurde Hüfner nicht mehr aufgeboten.